# Ratibor (Ratse)
Ratibor, död 1043, var regerande furste av obotriternas konfederation mellan 1028 och 1043.
Han regerade då hans företrädare Udos son Gottschalk der Wende uppfostrades i Danmark. 